# غوران أرنبيرج
غوران أرنبيرج (بالسويدية: Göran Arnberg)‏ هو لاعب كرة قدم سويدي في مركز الدفاع، ولد في 1 أغسطس 1957 في Borlänge ‏ في السويد. شارك مع منتخب السويد لكرة القدم. أما مع النوادي، فقد لعب مع نادي براغي.

## وصلات خارجية
- غوران أرنبيرج على موقع الاتحاد الدولي (مؤرشف)  (الإنجليزية)
- غوران أرنبيرج على موقع قاعدة بيانات كرة القدم.إي يو (الإنجليزية)
- غوران أرنبيرج على موقع ناشيونال فوتبول تيمز (الإنجليزية)
- غوران أرنبيرج على موقع عالم كرة القدم.نت (الإنجليزية)
- غوران أرنبيرج على موقع أوليمبيديا (الإنجليزية)
- غوران أرنبيرج على موقع اللجنة الأولمبية السويدية (السويدية)